# Shinnecock

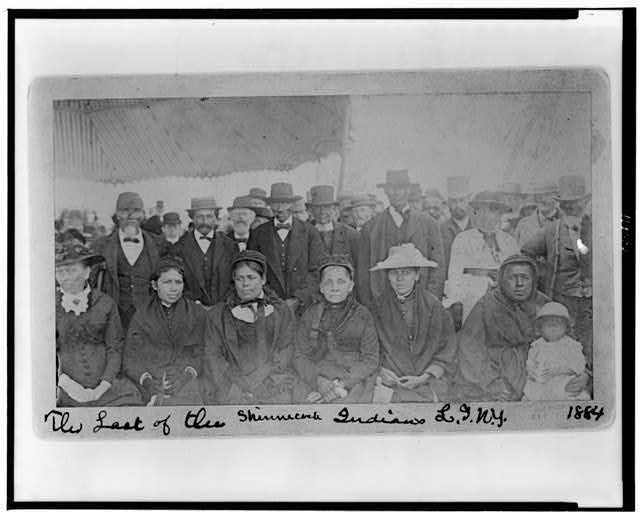
Imatge de població Shinnecock l'any 1884.

Els shinnecock o montauk eren una confederació de tribus de parla algonquina que comprenia 12 tribus: Corchaug, Manhasset, Nesaquake, Secatogue, Merric, Rockaway, Massapegua, Matinecock, Patchoque o Unquachog, Setauket, Montauk i Shinnecock. El nom prové de shinni-auk-it "en terra elevada".

## Localització
Ocupaven el territori entre Long Island i Connecticut. Actualment viuen a una reserva de 400 acres a Southampton (Long Island o Seawanhacky), on són nomenats oficialment shinnecock.

## Demografia
El 1659 ja foren reduïts a 500 individus, dels quals el 1788 només en restaven 162, i només sis parlants de la llengua el 1869. Actualment només uns centenars, ja que eren 150 oficials el 1960.
Tanmateix, segons dades del cens dels EUA del 2000, els shinnecock sumaven 1.239 indis purs, 87 barrejats amb altres tribus, 1.299 barrejats amb altres races i 133 amb altres races i altres tribus. En total, 2.758 individus. Per altra banda, hi ha els indis de Long Island, que inclou els montauk, que sumen 1.211 individus.

## Costums
Depenien per a sobreviure del conreu del moresc, realitzat per les dones, que era complementat amb cacera i pesca. Eren semisedentris i es movien estacionalment entre llocs fixos on podien disposar de reserves alimentàries.
Vivien en cabanes cupuliformes cobertes de fulls de bàlago, i la seva forma de vida era similar a la dels nipmuc, wappinger o pequot. Però actualment han perdut la llengua i bona part de llurs costums.

## Història
Potser foren els qui van vendre l'illa de Manhattan al neerlandès Peter Minuit, del qual també van rebre força atacs. També foren subordinats als pequot fins al 1637, quan gairebé foren exterminats a Fort Mystic.
Els montauk vivien a Suffolk, i el seu cap principal fou Wyandance, i els seus germans Nowedonah i Poygratasuck eren caps dels shinnecock i manhasset.
Més tard foren atacats pels narragansett i patiren algunes epidèmies. El 1659 es refugiaren amb els blacs a Easthampton, on eren uns 500. Des del 1788 molts dels 162 que restaven s'uniren a les restes de bandes algonkines a la vora del Marshall (Nova York), els Brotherton. Conservaren l'organització tribal fins a la mort del seu cap David Pharaoh el 1875.
Els reconegueren una reserva a Southampton (Long Island), sota la direcció de Wyandanch Pharaoh, fill de David, i el seu fill Nowedonah com a cap dels shinnecock, succeít per la seva esposa Cockenoe, on celebren un Powwow i el 1984 fundaren la Oyster project, un viver d'ostres que funciona per energia solar.
El 1876 uns 28 shinnecock van morir en el rescat del vaixell enfonsat Circassian.
Són presbiterians i Harriet Gumb, un dels líders representatius el 1992.